# Franck Renier
Franck Renier (Laval, 11 de abril de 1974) es un ciclista francés ya retirado que fue profesional entre 2000 y 2008.

## Palmarés
1998 (como amateur)
- Gran Premio Cristal Energie

2001
- Tour de Finisterre

## Resultados en Grandes Vueltas y Campeonatos del Mundo
Durante su carrera deportiva consiguió los siguientes puestos en las Grandes Vueltas.
| Carrera         | Carrera         | 2000 | 2001  | 2002  | 2003 | 2004  | 2005  | 2006  | 2007  | 2008 |
| --------------- | --------------- | ---- | ----- | ----- | ---- | ----- | ----- | ----- | ----- | ---- |
|                 | Giro de Italia  | —    | —     | —     | —    | —     | 134.º | —     | 119.º | —    |
|                 | Tour de Francia | —    | 116.º | 85.º  | 95.º | 114.º | —     | —     | —     | —    |
|                 | Vuelta a España | —    | —     | —     | —    | —     | F. c. | 121.º | —     | —    |
| Mundial en Ruta | Mundial en Ruta | ―    | ―     | 131.º | 90.º | Ab.   | —     | —     | —     | —    |

―: no participa 
Ab.: abandono
F. c.: fuera de control